# Europese weg 010
De Europese Weg 010 of E010 is een Europese weg die loopt van Osj in Kirgizië naar Bisjkek in Kirgizië.

## Algemeen
De Europese weg 010 is een Klasse B-verbindingsweg en verbindt het Kirgizische Osj met het Kirgizische Bisjkek en komt hiermee op een afstand van ongeveer 570 kilometer. De route is door de UNECE als volgt vastgelegd: Osj - Bisjkek.